# Bouquet (アルバム)
『bouquet』（ブーケ）は、2022年5月3日にStudio Cubic Recordsから配信リリースされ、同年5月20日からCD盤が発売された日本のシンガーソングライター森翼の3枚目のアルバム。

## 概要
前作『naive』から約1年ぶりのアルバムリリースとなり、ミニアルバムとしては赤と嘘名義でリリースした『日常マイノリティ』以来約6年ぶりのリリースとなる。今作は自身が主催するライブイベント「FOREST BLUE -mori no hi-」にて販売が開始され、ライブ会場及び通信販売のみで発売された。
ライブ会場や通信販売限定ではあるものの、CAMPFIREを用いたクラウドファンディングで、3500円プラン以上のリターン品として先行販売された。
収録曲「answer」をレコーディングした段階でアルバム制作費の予算を超えてしまったことが、クラウドファンディングで先行発売されるようになった経緯である。
今作は、自身初となるイラストジャケットとなっており、収録曲に関しても初めて自身以外の他者が作曲を手掛けた楽曲が収録されている。
収録曲「マザー」が、全国のファミリーマートの店内放送にて5月3日から5月9日までの1週間限定で放送され、さらにUSENのパワープレイに起用された。

## 収録曲
| 全編曲: さいとうりょうじ 鈴木Daichi秀行。 |                          |           |                  |       |
| #                                         | タイトル                 | 作詞      | 作曲             | 時間  |
| 1.                                        | 「やめなはれ」           | 森翼      | さいとうりょうじ | 3:03  |
| 2.                                        | 「フリーウェイ」         | 森翼      | 森翼             | 4:31  |
| 3.                                        | 「マザー」               | 森翼      | 森翼             | 2:14  |
| 4.                                        | 「君の拍手、僕の明日。」 | 森翼      | 森翼             | 4:32  |
| 5.                                        | 「お前センス無いな」     | 森翼      | さいとうりょうじ | 5:03  |
| 6.                                        | 「めっちゃE」            | 森翼      | さいとうりょうじ | 2:59  |
| 7.                                        | 「answer」               | 森翼      | さいとうりょうじ | 6:06  |
| 合計時間:                                 | 合計時間:                | 合計時間: | 合計時間:        | 28:28 |

## 楽曲解説
- 出典は「また10年後なんて嫌だ！アルバムを作りたい！」から。

やめなはれ
この曲は吉本新喜劇の島田珠代をモチーフにして制作された。
フリーウェイ
故郷から離れた所での就職が決定した時の気持ちが歌われている。
マザー
本作で最後にレコーディングされた楽曲で、YouTube生配信で公開収録された。自身の母へ贈った感謝のラブソングである。
君の拍手、僕の明日。
アルバム発売前からライブ会場で披露されてきた楽曲で、アルバム収録にあたりアレンジされた。
お前センス無いな
森翼曰く「振られた女性の明るい嘆きソング」である。
めっちゃE
ライブで楽しめる曲として作られた。
answer
本作で最初にレコーディングされた楽曲であり、前述の通り本曲のレコーディングをした段階でアルバム制作費の予算を超えてしまった為、アルバムをクラウドファンディングで制作することになったきっかけの楽曲となった。

## クレジット

### 参加ミュージシャン
さいとうりょうじ（Gt,Programming、ALL）
梅田誠志（Ba、#2.5.6）
岡部晴彦（Ba、#7）
フルタナオキ（Ba、#1）
長代憲治（Key、#3.5.6）
清野雄翔（Key、#7）
リンオダ（Dr、#1.5.6）
小寺良太（Dr、#7）
Haruna（Cho、#1.5）
馬場智也（Cho、#7）
西原史織（Vn、#7）
角谷奈緒子（Vla、#7）
冨田千晴（Vc、#7）

### プロデュース
さいとうりょうじ（+ALL Arrange）
鈴木Daichi秀行
森翼

### ミックス
鈴木Daichi秀行（#3）
rei reynolds maeda

### マスタリング
rei reynolds maeda（ALL）

### スタジオ
- STUDIO CUBIC（#1,#2,#3,#4,#5,#6）
- Nasoundra Palace Studio（#7）

### Special thanks
meg
あき
予美
なおみ
もえこ
たか
永井光
じゅんこ
かずよ
PATTY
ひさこ
猫山田ねここ
新井智
RIE YAMASAKI
かぐみ
ふうかさとこ
愛里奈
しゃ
あかり
じゅんこ
まさみ
春之助